# Didymodon haussknechtii
Didymodon haussknechtii är en bladmossart som beskrevs av Brotherus 1902. Didymodon haussknechtii ingår i släktet lansmossor, och familjen Pottiaceae. Inga underarter finns listade i Catalogue of Life.